# O Livro do Senhor Shang
O Livro do Senhor Shang (chinês tradicional: 商君書; chinês simplificado: 商君书; pinyin: Shāng jūn shū) é um antigo texto chinês do século III a.C., considerado uma obra fundamental do legalismo chinês. É o mais antigo dos textos preservados da tradição legalista — anterior ao Han Feizi — e é atribuído a Shang Yang, destacado reformador do reino de Qin. Shang Yang atuou como ministro do duque Xiao de Qin entre 359 a.C. e sua morte, em 338 a.C., sendo amplamente reconhecido como o fundador do legalismo naquele reino.
O Shang Jun Shu reúne ordenanças, ensaios e petições cortesãs atribuídas a Shang Yang, bem como discursos proferidos na corte de Qin. A obra concentra-se principalmente na preservação da ordem social por meio de um sistema de leis imparciais, que aplica rigorosamente recompensas e punições conforme as ações dos cidadãos. Os primeiros capítulos recomendam a promoção da agricultura e a supressão de atividades consideradas secundárias, bem como o estímulo às virtudes marciais, com o objetivo de formar e manter um exército estatal voltado para guerras de conquista.

## Datação da obra
O sinólogo e tradutor Yuri Pines atribui aos capítulos da obra uma datação que varia de 300 a.C. a 230 a.C., situando-a, portanto, próximo ao período da unificação da China pelo reino de Qin. A obra apresenta um amadurecimento filosófico nos capítulos 6 (Cálculo da Terra) e 7 (Desbloquear o obstruído), adquire um tom mais administrativo e acomodatício no capítulo 14 (Cultivo da autoridade), e alcança seu estágio mais sofisticado nos capítulos finais, especialmente nos capítulos 24 (Interdição e estímulo) e 25 (Atenção à lei). O capítulo 26 (Ajuste das divisões) teria, segundo Pines, “refletido realidades administrativas da véspera da unificação imperial”.
Embora parte da obra tenha se originado ainda durante a vida de Shang Yang ou logo após sua morte, é provável que sua redação tenha se estendido por mais de um século. Mesmo na China imperial, Huang Zhen, da dinastia Song do Sul, não acreditava que o texto tivesse sido escrito pelo próprio Shang Yang, considerando-o um “funcionário da lei mais talentoso” — ao menos em comparação com os Registros do Historiador.  Conforme observado nos primeiros estudos de J.J.L. Duyvendak, além das inconsistências estilísticas da obra, seria improvável que a maior parte do texto tivesse sido escrita por Shang Yang. Como afirma Sima Qian, Shang foi morto quase imediatamente após renunciar ao cargo.
Apesar disso, Pines argumenta que os capítulos militares, como os de número 10, 11 e 19 — que não mencionam o uso de cavalaria — provavelmente datam do século IV a.C., o que, segundo ele, corrobora a hipótese de que a obra como um todo pertence a esse mesmo período.

## Tradição textual
Com capítulos escritos décadas ou mesmo mais de um século após a morte de Shang Yang, nenhum estudioso crítico considera que a totalidade do texto tenha sido de sua autoria. Yuri Pines, no entanto, sustenta que "alguns capítulos foram provavelmente escritos pelo próprio Shang Yang; outros podem ter sido redigidos por seus discípulos e seguidores imediatos". Embora composto de forma heterogênea, o texto apresenta uma “visão ideológica relativamente coerente”, refletindo, provavelmente, a evolução do que Zheng Liangshu, em seu livro Shang Yang ji qi xuepai de 1989, denominou de “corrente intelectual” de Shang Yang (xuepai 學派). O primeiro capítulo de Shang Jun Shu é particularmente associado a Shang por Pines, por apresentar supostos debates judiciais nos quais ele teria participado.
Assim como o posterior Han Feizi, o Shang Jun Shu critica a adoção de políticas oriundas de um passado remoto, propondo soluções baseadas em experiências históricas mais recentes. Embora considere essas divergências como "digressões de menor importância", Yuri Pines observa na Stanford Encyclopedia of Philosophy que o Shang Jun Shu “abre a possibilidade de que a necessidade de uma dependência excessiva da coerção venha a desaparecer, dando lugar a uma estrutura política mais branda e orientada pela moralidade” — algo que, segundo ele, não se verifica no Han Feizi. Embora não impliquem uma relação direta, Michael Puett e Mark Edward Lewis comparam os Ritos de Zhou à tradição legalista associada a Shang Yang.

## Visão geral
Yuri Pines considera o Shang Jun Shu provavelmente o primeiro texto a tratar da posição do governante — e não apenas de sua figura pessoal — como central para o bem-estar do Estado. No entanto, a obra concentra-se amplamente na relação entre o Estado e a sociedade, mais do que no fortalecimento do "poder monárquico" em si.
 

O Shang Jun Shu ensina que: 
“A lei é uma expressão de amor pelo povo... O sábio, se for capaz de fortalecer o Estado por meio dela, não se prende à Antiguidade; e, se for capaz de beneficiar o povo por meio dela, não se apega aos ritos estabelecidos.”
Nesse sentido, a filosofia defendida é explicitamente anti-confucionista:
Sofisma e esperteza são aliados da ilegalidade; os ritos e a música são sintomas de decadência e licenciosidade; a gentileza e a benevolência são madrastas da transgressão; o emprego e a promoção tornam-se oportunidades para a ganância dos perversos. Se a ilegalidade for favorecida, ela se espalha; se houver sinais de decadência e licenciosidade, eles se tornam prática comum; se houver uma madrasta das transgressões, estas se multiplicam; e se houver espaço para a ganância dos perversos, ela não terá fim. Quando essas oito condições se reúnem, o povo torna-se mais forte que o governo; mas, na ausência dessas oito condições, o governo é mais forte que o povo. Se o povo for mais forte que o governo, o Estado é fraco; se o governo for mais forte que o povo, o exército é forte. Pois, se essas oito condições estiverem presentes, o governante não terá em quem se apoiar para a defesa e a guerra, e o Estado será desmembrado e cairá em ruína; mas, se essas condições estiverem ausentes, o governante terá os meios para defesa e guerra, e o Estado florescerá e alcançará a supremacia. — Shang Jun Shu, capítulo 2, parágrafo 5

## Traduções
- (em inglês) Duyvendak, JJL (1928). The Book of Lord Shang. London: Arthur Probsthain. Reimpresso em 1963, Chicago: University of Chicago Press.
- (em japonês) Shimizu, Kiyoshi 清水潔 (1970). Shōshi 商子[Shangzi]. Tokyo: Meitoku shuppansha.
- (em francês) Levi, Jean (1981). Le Livre du prince Shang. Paris: Flamarion.
- (em inglês) Pines, Yuri (2017). The Book of Lord Shang - Apologetics of State Power in Early China (Translations from the Asian Classics). New York: Columbia University Press.
- (em alemão) Vogelsang, Kai (2017) Shangjun shu – Schriften des Fürsten von Shang. Estugarda, Alfred Kröner Verlag, ISBN 978-3-520-16801-6